# Narfi frá Hrísey
Narfi frá Hrísey byl islandský klub ledního hokeje, sídlící ve městě Hrísey. Klub byl založen roku 1964 a zanikl roku 2009. Domácím stadionem byl Íshokkífélagið Narfi frá Hrísey.